# Monsun

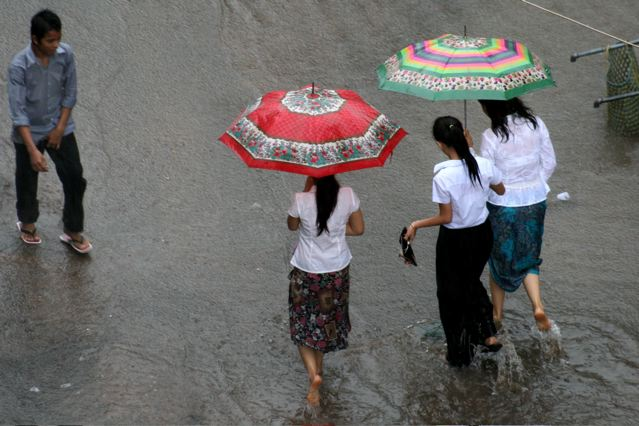
Monsun in Kambodscha im Juli

Der Monsun (von arabisch موسم mausim ‚Jahreszeit‘) ist eine großräumige Luftzirkulation der unteren Troposphäre, welche im Gebiet der Tropen und Subtropen im Einflussbereich der Passatwinde auftritt. Hauptmerkmale des Monsuns sind sowohl dessen sehr richtungsstabile jahreszeitliche Monsunwinde in Verbindung mit einer zweimaligen Umkehr der häufigsten Windrichtung im Verlauf eines Jahres als auch das Auftreten saisonaler Niederschläge, die als Monsunregen bezeichnet werden.
Die Monsunwinde werden sowohl durch die Wanderung des Zenitstandes der Sonne zwischen den Wendekreisen als auch durch die unterschiedlichen Erwärmungs- und Abkühlungseigenschaften verschiedener Erdoberflächen hervorgerufen. Da die Luft sich über großen Landmassen durch die im Sommerhalbjahr erhöhte Sonneneinstrahlung stärker erwärmt als die Luft über den Ozeanen, bewegen sich während dieser Jahreszeit feuchte Luftmassen vom Meer zum Land. Dabei erfolgt durch die Corioliskraft eine großräumige Windablenkung.
Seine stärkste Ausprägung und zugleich seinen Wortursprung hat der Begriff Monsun im Raum des Indischen Ozeans, vor allem in Bezug auf den indischen, aber auch auf den nordaustralischen und ostafrikanischen Monsun.
Der Monsun besitzt aufgrund der vom Monsunwind im Sommer mitgeführten hohen Luftfeuchtigkeit einen starken Einfluss auf das Klima der betroffenen Regionen, das man daher als Monsunklima bezeichnet. Charakteristisch sind die langanhaltenden ausgeprägten sommerlichen Monsunregen. Die typische Vegetation dieser Regionen mit sommerfeuchtem Klima ist der Monsunwald. Aus diesem sehr starken Einfluss auf den Naturraum leitet sich die hohe wirtschaftliche und auch kulturgeschichtliche Bedeutung insbesondere des indischen Monsuns ab.

## Meteorologie und Klimatologie

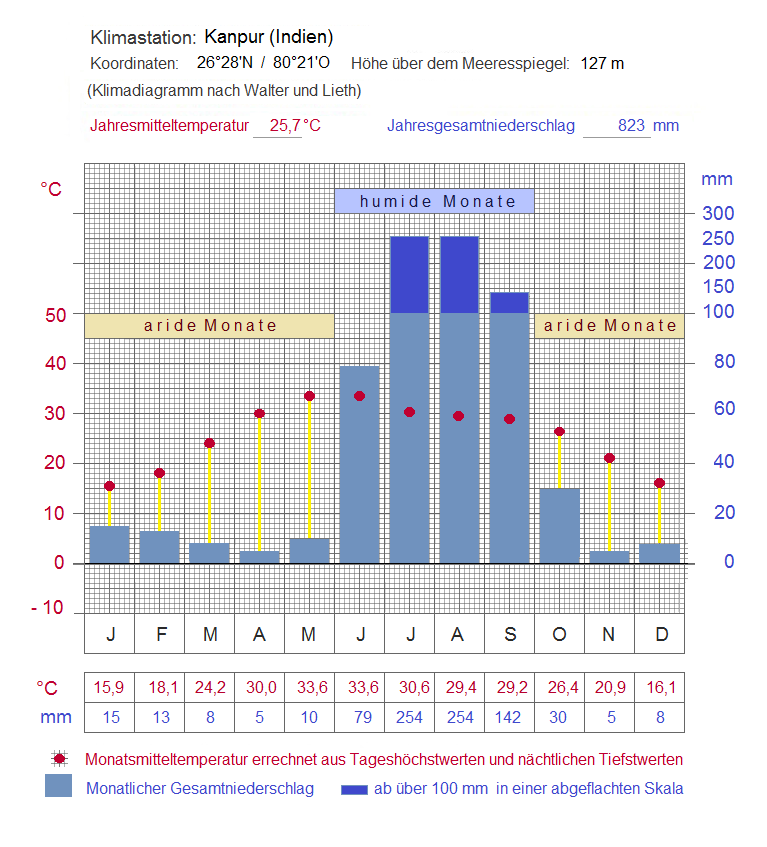
Klimadiagramm: Kanpur (Indien)

Im Monsunklima unterscheiden sich die Jahreszeiten vor allem durch die Niederschlagsmenge, eine Trocken- und eine Regenzeit. Der Monsun prägt das Klima im tropischen und subtropischen Raum entscheidend – zum Beispiel in Indien, Zentralafrika und Südostasien. Im Gegensatz dazu wird das Klima der gemäßigten Zone durch jahreszeitlich bedingte Temperaturschwankungen geprägt – zum Beispiel in Mitteleuropa und großen Teilen Nordamerikas.

### Entstehung des Monsuns

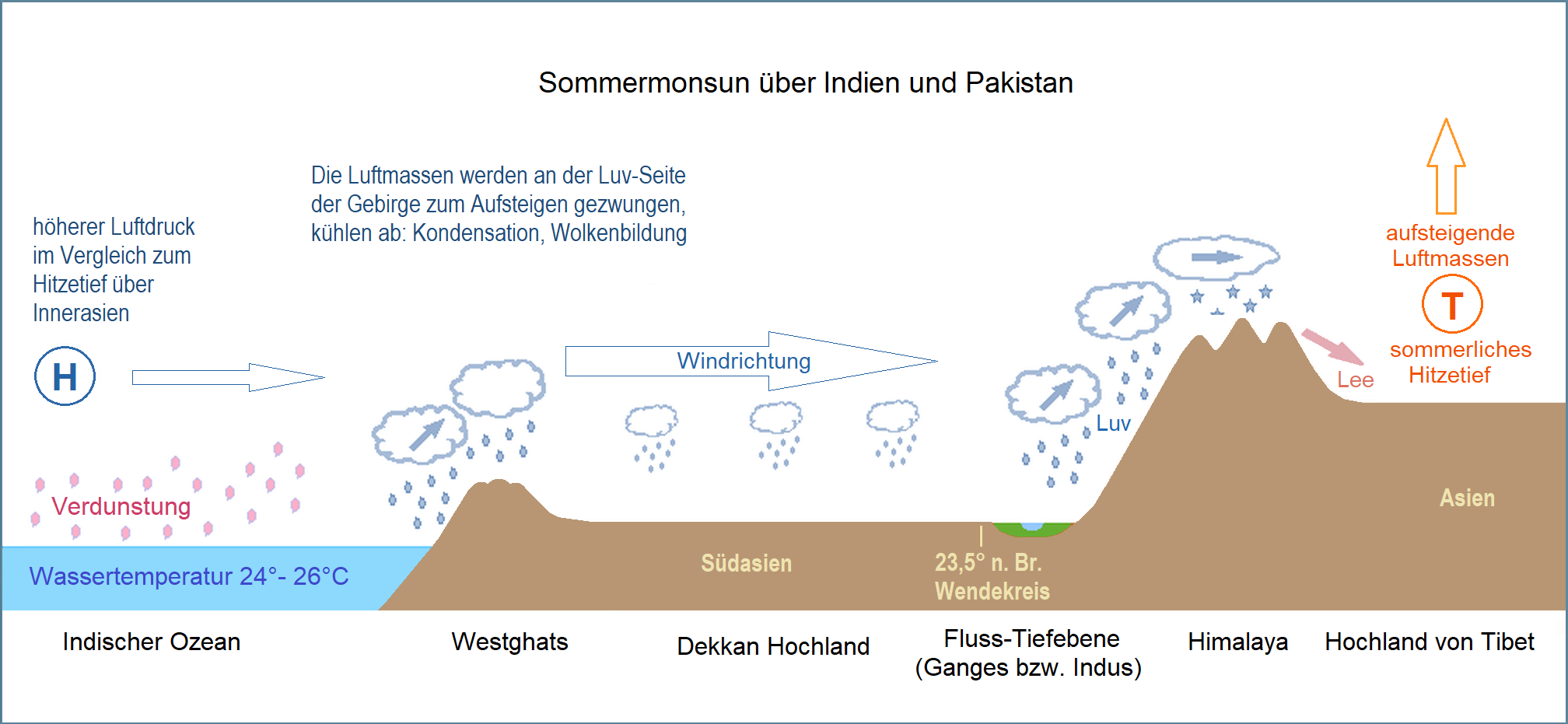
Beispiel: Sommermonsun in Indien (stark überhöhtes Profil schematisch)

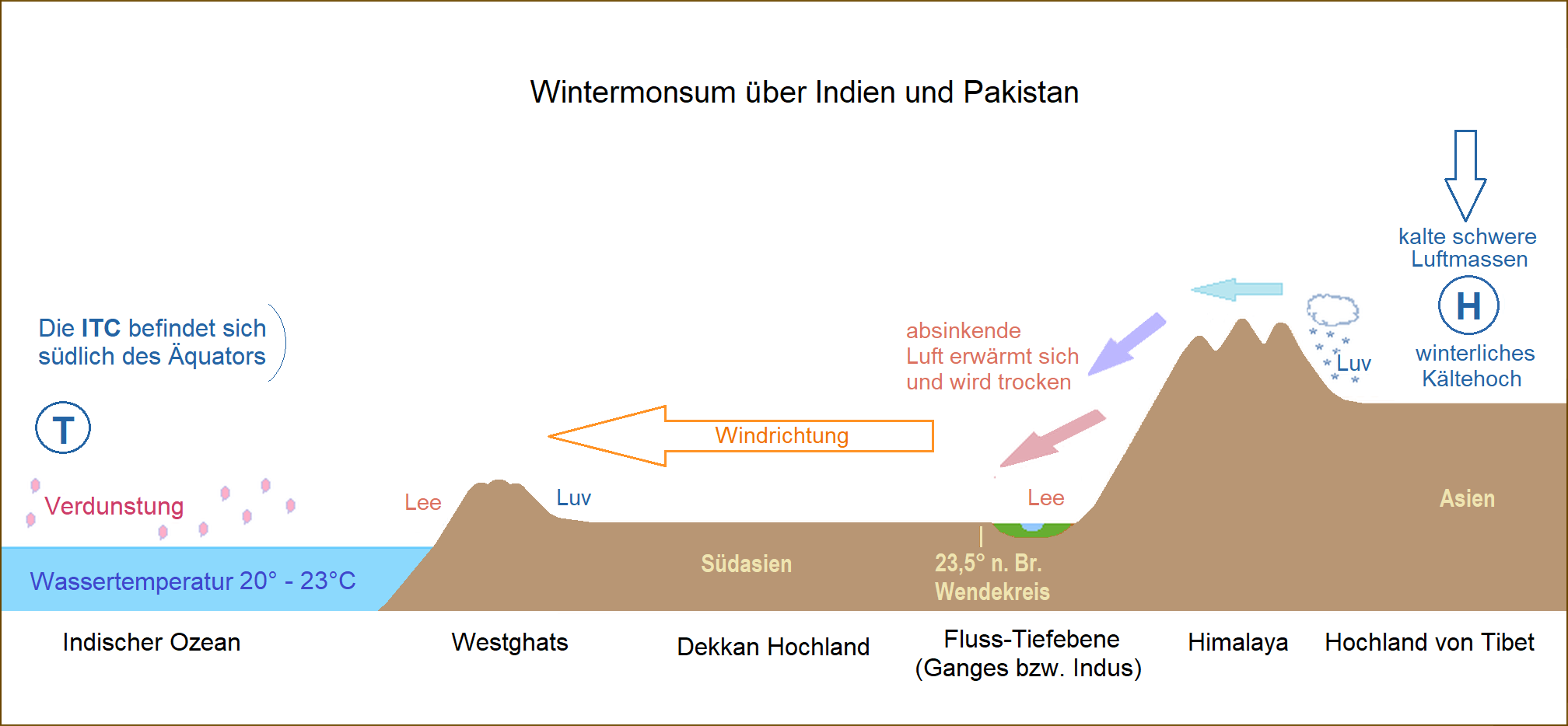
Beispiel: Wintermonsun in Indien (stark überhöhtes Profil schematisch)

Jahreszeitliche Windrichtungsänderungen entstehen zunächst wegen der Verlagerung der innertropischen Konvergenzzone (intertropical convergence, ITC), einer Tiefdruckrinne, welche durch die Erwärmung und das Aufsteigen der Luft in der Nähe des Äquators entsteht. Durch den vergleichsweise niedrigen Druck der ITC wird Luft angezogen und es entstehen Winde: die Passate. Die innertropische Konvergenzzone folgt mit leichter Verzögerung der durch die Neigung der Erdachse hervorgerufenen Wanderung des Zenitstandes der Sonne zwischen den Wendekreisen. Dabei wird die ITC im Falle eines Monsunphänomens durch ein kontinentales Bodentief beeinflusst, welches man auch als Monsuntief bezeichnet und das durch die starke Erwärmung der über den Kontinenten befindlichen Luftmassen hervorgerufen wird. Grund für die stärkere Erwärmung der Luft über den Kontinenten sind die unterschiedlichen thermischen Eigenschaften der Land- und Meeresoberflächen. Die Erwärmung, aber auch die Abkühlung der Landoberfläche erfolgt dabei etwa zwei- bis dreimal so schnell wie die der Wasseroberfläche.
Kernbereiche der ITC-Beeinflussung durch ein Monsuntief bilden beispielsweise die Indus-Ebene und die tibetische Hochebene (Lit.: Weischet 2002). Bedingt durch diese Beeinflussung der ITC verschieben sich jedoch auch die Passate. Dabei erhalten die Winde auf der Nordhalbkugel durch die in Bewegungsrichtung nach rechts ablenkende Corioliskraft eine östliche Komponente, solange sich die Luftmassen auf den Äquator zu bewegen, so dass ein Nordost-Passat entsteht. Auf der Südhalbkugel wird der Passatwind durch die Corioliskraft im Gegensatz zur Nordhalbkugel in Bewegungsrichtung nach links, also nach Westen, zu einem Südost-Passat abgelenkt. Befindet sich die Sonne in der Nähe des nördlichen Wendekreises, so liegt dort auch die ITC. Alle Luftmassen strömen nun in diese Tiefdruckrinne. Dabei muss Luft aus dem Südost-Passat jedoch den Äquator überschreiten, die Corioliskraft bewirkt nun eine Rechtsdrehung, der Wind dreht von Südost auf Südwest: der Südwest-Monsun (eigentlich Südwest-Monsunwind) (Lit.: Borchert 1993). Steht die Sonne südlich des Äquators, tritt der Nordwest-Monsun (eigentlich Nordwest-Monsunwind) auf; aufgrund der Nebenbedingungen (Monsuntief) und der wenigen vorhandenen Landmassen ist dieser Effekt auf der Südhalbkugel jedoch schwächer.
Auf seinem Weg vom Ozean zum Kontinent nimmt der Monsunwind über den Wasserflächen Feuchtigkeit auf und regnet diese am Luv von Wetterscheiden wie dem Himalaya zu großen Teilen ab. Der Sommermonsun ist daher in diesen Regionen durch sehr humide Verhältnisse geprägt, welche den Charakter einer Regenzeit annehmen und vor allem in jüngster Zeit zu überdurchschnittlichen Hochwasserverhältnissen führten.
Im jeweiligen Winter bilden sich hingegen Hochdruckgebiete über den Kontinenten aus. Die ITC verlagert sich in der Folge wieder in Äquatornähe bzw. überschreitet diesen in Richtung der jeweils anderen Erdhalbkugel. Dadurch werden der Nordost-Passat auf der Nordhalbkugel und der Südost-Passat auf der Südhalbkugel zum jeweils dominierenden Wind. Diese werden auch als Wintermonsun bezeichnet und führen trockene, kontinentale Luftmassen mit sich. Sie äußern sich daher auch meist in einer ausgeprägten Trockenzeit.

### Regionale Monsunphänomene
Es existieren viele verschiedene Regionen mit vollwertigen Monsunen, Monsunen mit einer geringen Beständigkeit oder solche, welche lediglich eine Monsuntendenz aufweisen. Es handelt sich also um Monsunphänomene unterschiedlichster Grade und Ausprägungen mit zahlreichen regionalen Besonderheiten. Diese haben in der gesamten Geschichte der dort lebenden Menschen schon immer eine enorme Rolle gespielt, was auch dazu führte, dass man den meisten wiederkehrenden Winden verschiedene regionale Namen gab. Aufgrund der Fülle von unterschiedlichen Monsunphänomenen und deren stark regional aufgelösten Effekten ist es im Folgenden nur möglich, einen sehr großskaligen Überblick zu geben.
Wesentlichster Faktor der regionalen Differenzierung ist die Orografie des Kontinents und die Wirkung vornehmlich sehr hoher Gebirge als Wetterscheiden mit Stauregen und Föhn-Effekten. Hierdurch können topografisch getrennte Gebiete, beispielsweise auf der Luv- und Lee-Seite eines Gebirges, teils erhebliche Unterschiede im Jahresniederschlag aufweisen, und auch die Hauptwindrichtung sowie der Jahresverlauf des Monsuns können stark schwanken. Zusätzlich spielen auch Einflüsse durch andere Klimafaktoren bzw. benachbarte Klimazonen eine Rolle. Auch Meeresströmungen und Änderungen in der lokalen Meeresoberflächentemperatur können die Niederschlagsverteilung bzw. den Monsun insgesamt beeinflussen.
Es gilt zu beachten, dass diese Vielfalt und regionale Differenzierung jeder verallgemeinernden Aussage entgegensteht und auch viele regionale Monsunphänomene in ihrer Ausprägung und besonders Genese ein Forschungsfeld darstellen, also noch nicht abschließend als verstanden und somit in diesem Rahmen darstellbar erachtet werden können. Eine korrekte Abbildung des derzeitigen Forschungsstandes ist in diesem Artikel ebenfalls nicht realisierbar.
- Charif
- Indischer Monsun
- Nordaustralischer Monsun
- Ostasiatische Monsuntendenz
- Westafrikanisches Monsunsystem
- Amerikanisches Monsunsystem
- Monsuntendenz im Mittelmeer

Auch außerhalb der bisher dargelegten Fälle kann ein Monsun auftreten, beispielsweise in Südostasien bzw. Nordaustralien oder in geringerer Stärke in Südjapan bzw. Ostasien, Südafrika und Mittelamerika. Hierbei wirkt sich eine starke Nord-Süd-Verteilung von Ozean und Landmassen fördernd auf den Monsun aus, da dadurch der Wanderungsbewegung des Zenitstandes der Sonne am besten Rechnung getragen wird. Allgemein kann man grob alle Küstengebiete zwischen je 5° und 25° vom Äquator polwärts als Erscheinungsgebiet für Monsunphänomene angeben, wobei hier zwar auch jahreszeitliche Niederschlagszyklen auftreten können, diese aber nicht oder kaum mit einer dominierenden Windrichtung verbunden sind (Lit.: Goudie 2002). Wegen der Überlagerung durch die Westwindzone kann man in den Gebieten nördlich und südlich davon nur selten monsunbedingte Ausprägungen erkennen. Am Beispiel des Meltemi (der Etesien), sommerlicher Nordwinde in Griechenland, lassen sich aber auch noch im Mittelmeer Monsuneinflüsse entdecken.

### Einfluss auf die Vegetation

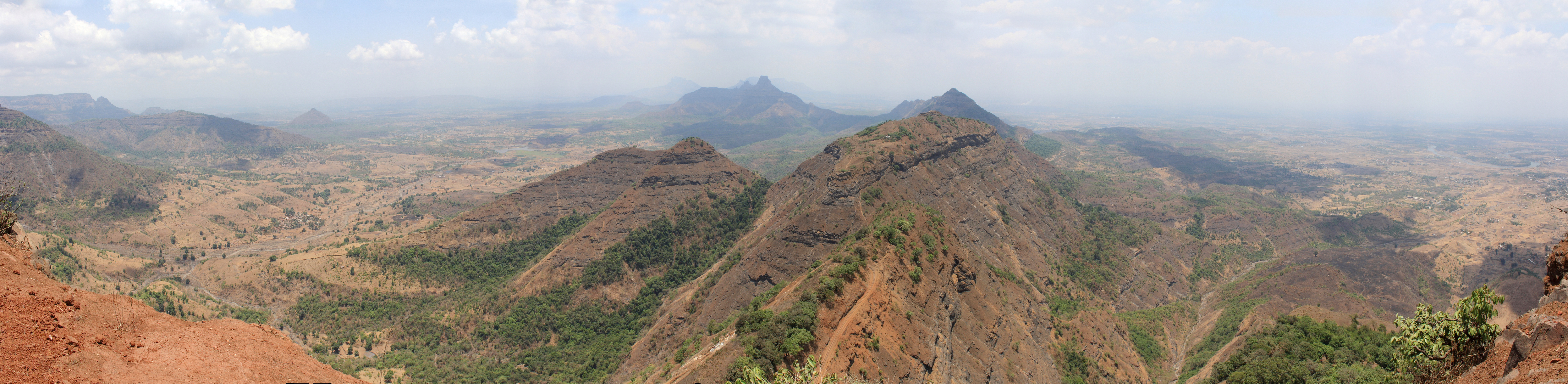
Die Westghats in der Trockenzeit (28. Mai)

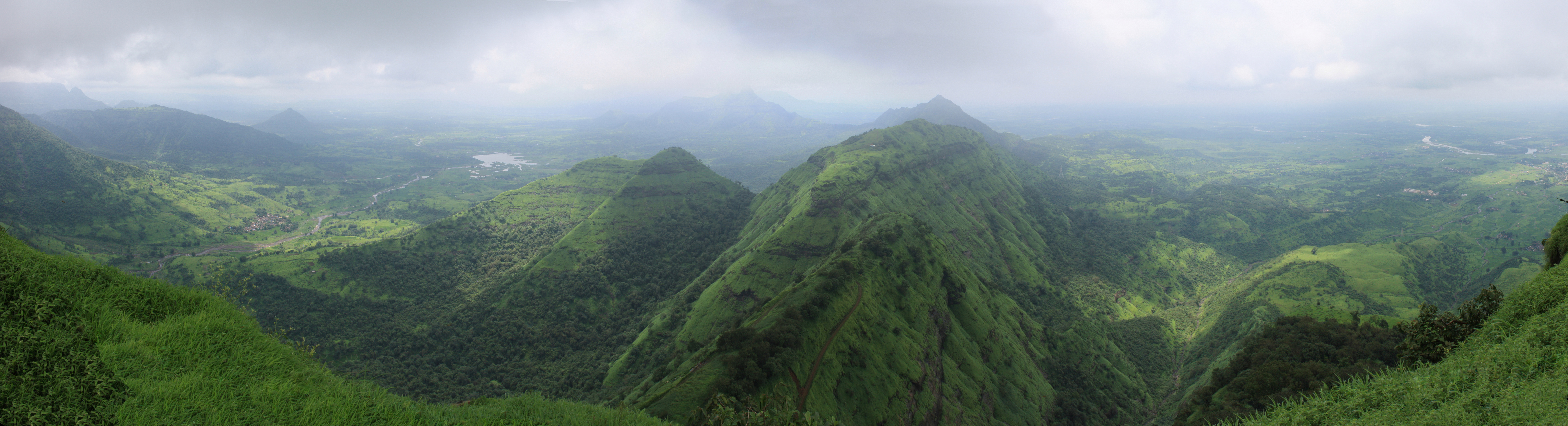
Die Westghats in der Regenzeit (28. August)

Ein stark ausgeprägtes Monsunklima verwandelt Landschaften, die während der Trockenzeit einer Halbwüste ähneln, während der Regenzeit in fruchtbares grünes Land.
Pflanzen, die im Monsunklima wachsen, müssen also nicht unbedingt an Frost angepasst sein. Sie müssen aber sowohl an lange Dürreperioden als auch an starken Regen angepasst sein, um überleben zu können. Das heißt: Während einer langen Dürreperiode dürfen sie nicht austrocknen. In Zeiten mit starkem Regen sollten sie schnell wachsen können und so den Regen ausnutzen, und sie sollten stark verwurzelt sein, damit sie nicht weggeschwemmt werden.
Dementsprechend müssen Bauern im Monsunklima Pflanzen anbauen, die diesen Bedingungen standhalten. Pflanzen, die viel Wasser zum Wachsen brauchen (zum Beispiel Reis) müssen während der Regenzeit angebaut oder anderenfalls künstlich bewässert werden.
Der Monsunwald besteht also aus Pflanzen, die an diese Gegebenheiten angepasst sind.

### Klimawandel
Eine besondere Bedeutung besitzt der Monsun in Bezug auf die Dynamik der Klimaentwicklung. Es handelt sich bei ihm um ein sehr labiles klimatisches Element, mit einem dennoch sehr hohen Einfluss auf das Klima großer Teile der Erde. Daraus ergibt sich, dass schon kleine Änderungen und Entwicklungen selbst auf regionaler Ebene einen Monsun auslösen oder abschwächen beziehungsweise ihn maßgeblich in seinem Erscheinungsbild verändern können, auch und gerade in vergleichsweise kurzen Zeiträumen. Orogenese, tektonische Plattenbewegungen, Veränderung großer Wind- und Meeresströmungen sowie die Veränderung des thermischen Verhaltens kontinentaler Oberflächen, beispielsweise durch eine Verringerung der Albedo im Zuge der globalen Erwärmung, stellen Beispiele hierfür dar. Besonders bei letzteren zeigt sich, dass auch kurzfristige, anthropogen verursachte Störungen des Klimasystems ganze Klimazonen verändern können, selbst wenn auf globalem Niveau, statistisch bereinigt, nur vergleichsweise kleine Änderungen auftreten.

### Klimageschichte des Monsuns
Monsunphänomene existieren auf der Erde, seit es Ozeane und Landmassen gibt. Da eine Kenntnis der Klimageschichte notwendig ist, um das heutige Klima verstehen und dessen zukünftige Entwicklung richtig prognostizieren zu können, kommt daher auch den Monsunphänomenen vergangener Erdzeitalter (Paläomonsun) eine wichtige Bedeutung zu. Die durch sie in der Vergangenheit verursachten Niederschläge wurden zudem an vielen Stellen der Erde in tief liegenden Gesteinsschichten gespeichert und stehen heute, trotz eventuellem Klimawandel und Kontinentaldrift, in diesen Gebieten als fossile Trinkwasserquellen zur Verfügung. Da es sich hier oft um Wüstenklimate handelt, sind diese unterirdischen Vorkommen von größter wirtschaftlicher Bedeutung für die dort lebenden Menschen. Das Auftreten früherer Monsunphänomene wird durch die Paläoklimatologie erforscht. Es wird hierbei vermutet, dass Monsunphänomene vor allem in Zeitaltern der Erdgeschichte, in denen ein Superkontinent vorlag, eine enorme Rolle gespielt haben. Diese sehr großen Landmassen konnten durch ihr starkes kontinentales Hitzetief Monsunphänomene hervorrufen, welche weit über die Stärke heutiger Monsune hinausgingen. Aufgrund der sehr großen Zeiträume lassen sich hierfür jedoch kaum gesicherte Nachweise erbringen.
Für die Bedeutung des Monsuns in der Ozeanologie siehe Monsundrift.

## Einfluss auf den Menschen
Die Bedeutung von Monsunen für die Welternährung, die Versorgung mit Trinkwasser und die Bewässerung der landwirtschaftlichen Böden ist von grundlegender Natur. Mehr als 60 % der Weltbevölkerung ist direkt oder indirekt von Monsunphänomenen betroffen, insbesondere in Indien und Südchina. Es zeigt sich hierbei der Doppelcharakter des Monsuns als Niederschlagsgarant auf der einen Seite und auf der anderen Seite, bedingt durch seine Variabilität (siehe Monsunregen), auch als Ursache von Dürren und Überschwemmungen.
Alle Kulturen, die sich in den von Monsunphänomenen betroffenen Regionen entwickelten, waren und sind vom Klima abhängig. Ein Wandel des Monsuns ist auch immer mit einem Wandel der Lebensweise der von ihm betroffenen Menschen verbunden. Dies gilt insbesondere für von der Landwirtschaft geprägte Agrargesellschaften an Orten, an denen sich Monsunphänomene in vollem Ausmaß entwickeln, wie zum Beispiel im indischen Raum.

### Kulturgeschichte
Die Variabilität des Monsuns, welche schon immer existierte und seit Jahrtausenden das Leben der Menschen bestimmt, hat nicht nur eine rein wirtschaftliche Bedeutung. Die Wechselbeziehungen zwischen Monsun und Mensch – insbesondere dessen Abhängigkeit vom Monsun – ging, wiederum insbesondere in Indien, in Kultur, Kunst, Religion, ja auch in Denken und Philosophie ein. Dies zeigt sich bereits bei der Indus-Kultur, deren Abhängigkeit vom Monsunregen im Artikel indischer Monsun dargelegt wird. Zudem waren die Monsunwinde über viele Jahrhunderte Träger des Kulturaustausches im Indischen Ozean, worauf der folgende Abschnitt näher eingeht.

### Einfluss auf die Schifffahrt

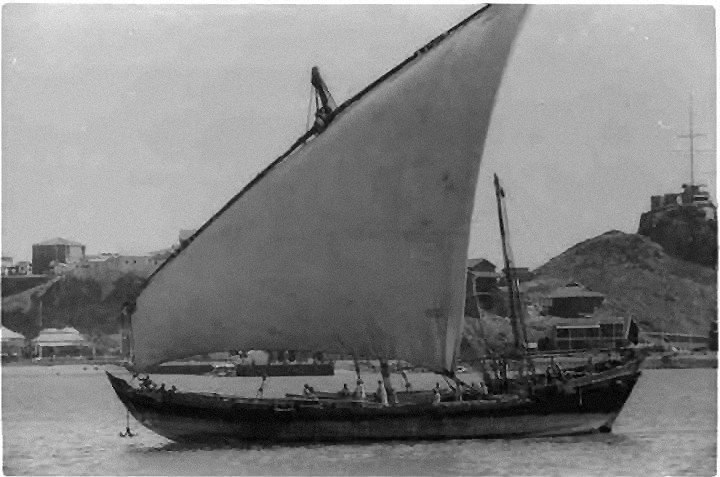
Dhau um 1936 im Golf von Aden

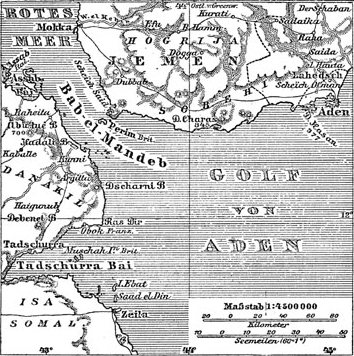
Historische Karte des Golfs von Aden (um 1888)

In den Jahren 120–117 v. Chr. unternahm Eudoxos aus Kyzikos eine Erkundungsfahrt nach Indien und erkannte dabei die Bedeutung der Monsunwinde für die Segelschifffahrt im Indischen Ozean. Eudoxos gab seine Kenntnisse über die Monsunwinde daraufhin wahrscheinlich an Hippalus weiter, welchem diese Entdeckung im Periplus des Erythräischen Meeres zugeschrieben wird. Hippalus wurde dadurch zum legendären Seefahrer und man hielt ihn lange Zeit für den ersten, der sich den Monsunwind zunutze machte. Der Monsun wurde daher auch im Großraum des Indiks ehemals als Hippalus bezeichnet. Es ist jedoch wahrscheinlicher, dass beide Griechen nicht die ersten waren, die sich den Monsun zunutze machten, da jemenitische Segler schon lange vorher in diesem Raum Handel betrieben.
Als Seefahrer nutzen die Südaraber ihre Kenntnisse über die Monsunwinde im Bereich des Indischen Ozeans und kreuzen auch heute noch, schon seit über zweitausend Jahren, mit ihren Dhaus zwischen den arabischen, indischen und afrikanischen Küsten, wobei sie sich die wechselnden Winde des Monsuns, den Kaskasi und den Kusi, in einjährigen Handelsfahrten zunutze machen.
Neben dem Weihrauchhandel besaß der Jemen im 8. Jahrhundert v. Chr. bereits enge Handelskontakte mit Indien und Ostafrika. Vor allem jene nach Afrika waren so eng, dass in Eritrea Kolonien südarabischer Siedler entstanden. Durch den ausgedehnten Handel konnten auch Kultureinflüsse aus dem Nahen Osten im Jemen wirksam werden. So wurde die südarabische Schrift im 8. Jahrhundert v. Chr. aus dem phönizischen Alphabet entwickelt. Weiteren Einfluss erlangte seit dem 3. Jahrhundert v. Chr. die hellenistische Kultur im Jemen, welche hierüber auch indirekt mit den Anrainern des Indischen Ozeans in Handelskontakt trat. Dies zeigen die noch heute erhaltenen Kulturgüter hellenistischen Ursprungs in diesem Raum.
Im kulturellen Austausch von Waren und Traditionen entstand an der ostafrikanischen Küste die vom Handel und Islam geprägte Mischkultur der Swahili. Die Araber brachten den Islam mit nach Afrika, vermischten sich mit den ansässigen Bantu-Völkern und gründeten Städte wie Lamu, Sofala und Mombasa.
Die Segelschifffahrt stellte unter Nutzung des Monsunwindes zusammen mit den großen Karawanen (Seidenstraße, Weihrauchstraße) für Jahrhunderte die oft einzige wirtschaftliche und kulturelle Verbindung des Orients und damit auch Okzidents mit dem indischen und vor allem südostasiatischen Raum dar. Der Monsun diente als Mittler zwischen diesen Kulturen, förderte ihren Austausch und ist daher im Raum des Indiks, neben seiner wirtschaftlichen Bedeutung für den Seehandel, in der Kultur- wie Zivilisationsgeschichte von zentraler Bedeutung.
Durch das Verschwinden der Segelschiffe und insbesondere auch durch die „Containerrevolution“ spielen die Monsunwinde ganz allgemein heute keine herausragende Rolle mehr für die Seeschifffahrt.

## Etymologie
Arabische Seefahrer beschrieben mit dem Wort mausim / موسم / ‚Jahreszeit‘ das Phänomen eines Windes im arabischen Meer, der mit der Jahreszeit wechselt. Grundsätzlich drückt der Begriff Monsun auch heute noch eine Änderung der Windrichtung zwischen den Jahreszeiten aus, wenn er auch in der Neuzeit und mit dem Verständnis der Ursachen dieser Winde einem Wandel unterlag. Das naturwissenschaftliche Begriffsverständnis hat sich im Zuge dieses Erkenntnisprozesses von einem rein phänomenologischen Wind bzw. einer Jahreszeit hin zur Gesamtheit der Ursachen, Dynamik und Wirkungen entwickelt, welche dieses Phänomen bedingen. Man spricht daher häufig, um dieses Begriffsverständnis zu verdeutlichen, von einem Monsun-System oder einer Monsun-Zirkulation. Der Monsun ist demnach auch ein Klimafaktor.

## Monsunforschung und wissenschaftliche Monsundefinition

### Geschichte der Monsunforschung
Die Erforschung des Monsuns und somit auch dessen Begriffsdefinition hat eine lange Geschichte, welche in der Regel eng mit den Auswirkungen auf den Menschen verknüpft ist. Hierin liegt auch begründet, warum der Begriff Monsun häufig als Synonym für den indischen Sommermonsun und dessen Niederschläge gebraucht wird. Auch im letzten Jahrhundert zeigte sich dabei der einfache Zusammenhang zwischen der vielschichtigen Abhängigkeit vom Monsun und dem Interesse an dessen Erforschung.
Meteorologische Aufzeichnungen zu den Monsunregenfällen im indischen Raum wurden bereits seit mehr als 2000 Jahren geführt, auch wenn sie nur bruchstückhaft überliefert sind und keine durchgehenden Messreihen darstellen. In der Neuzeit leistete Edmond Halley (1668) Pionierarbeit in der Monsunforschung und erkannte dessen thermische Bedingtheit. Hierzu traten später die Forschungen von Blanford (1860), Supan (1881) und Todd (1888), welche besonders unter dem Eindruck des außergewöhnlich schwachen Monsuns in den Jahren 1877/78 standen. Eine sehr wichtige Rolle spielten in der Folge die Forschungen von Gilbert Walker (1909, 1924), welcher die Wechselbeziehungen der nach ihm benannten Walker-Zirkulation erforschte und es später Jacob Bjerknes ermöglichte, den Monsun zu anderen Klimaphänomenen wie dem El Niño in Beziehung zu setzen.
Genauere Voraussagen können im Rahmen einer Witterungsprognose getätigt werden.

### Wissenschaftliche Monsundefinition
Die heute am weitesten verbreitete Begriffsdefinition ist wohl diejenige von S. P. Chromov (1957). Er versteht unter einem Monsun eine Winderscheinung, bei der zwischen Januar und Juli eine Richtungsänderung der vorherrschenden Winde von mindestens 120° auftritt. Man bezeichnet diesen Winkel auch als Monsunwinkel. Die Hauptwindrichtungen müssen dabei im Januar und Juli bestimmte gemittelte Häufigkeiten aufweisen, damit man von einem Monsun sprechen kann. Bei über 60 % gilt die Benennung Monsun, bei 40 % bis 60 % spricht man von einem Monsun geringer Beständigkeit und bei unter 40 % weisen die Hauptwindrichtungen nur noch eine Monsuntendenz auf.
Eine weitere Einschränkung der Monsunklimate erfolgte 1971 durch Ramage, weshalb man die hieraus resultierenden Kriterien der Monsundefinition auch als Ramage-Chromov-Kriterien oder kurz Ramage-Kriterien bezeichnet. Zusätzlich zu einem Monsunwinkel von mindestens 120° und einer gemittelten Häufigkeit der Hauptwindrichtung von über 40 % im Januar und Juli muss demnach in diesen Monaten eine Windgeschwindigkeit von mindestens 3 m/s in der resultierenden Windrichtung auftreten, und es darf nur ein Zyklone-Antizyklone-Wechsel pro zwei Jahren auf einer Fläche von fünf Breitengraden mal fünf Längengraden auftreten.
Durch diese vergleichsweise strenge Definition erreicht man, dass viele außertropische Wetter- und Klimaerscheinungen nicht mit zu den Monsunen gezählt werden, da deren monsunähnliche Erscheinungen, wie zum Beispiel eine Windumkehr oder saisonale Trockenheit, in der Regel monsunfremde Ursachen haben. Die im Artikel vorgenommene Monsun-Klassifikation bezieht sich auf diese Definition, wobei hierdurch nur das indische bzw. südostasiatische, nordaustralische und afrikanische Monsunphänomen auch als Monsune klassifiziert werden (siehe Abschnitt regionale Monsunphänomene).

### Regionale Monsune
- Nähere Beschreibungen zu einigen regionalen Monsunen (englisch)
- Monsun in Myanmar
- Monsun in Thailand

### Kulturgeschichtliche Bedeutung
- Dokumentation „Jeder Wind hat seine Reise“ zur arabischen Dhau-Segelschifffahrt, Trailer downloadbar (Memento vom 4. September 2011 im Internet Archive)

### Klimatischer Wandel und dessen Folgen
- IPCC 2001 (engl.): Monsoons, Monsoons and Teleconnections
- Zusammenhang zwischen Gebirgsbildung und Monsun